# Цветковка (Приморский край)
Цветко́вка — село в Чугуевском муниципальном районе Приморского края России. Основано в 1907 году.

## География
Село находится на левом берегу реки Уссури, выше моста на трассе «Осиновка — Рудная Пристань», на расстоянии 5 км (по прямой) к северо-западу от села Чугуевка, административного центра района.
К селу ведут две дороги: с трассы «Осиновка — Рудная Пристань» (7 км) и через Соколовку (12 км).

## Население
| 1915 | 1926 | 2002 | 2006 | 2010 |
| ---- | ---- | ---- | ---- | ---- |
| 388  | ↗422 | ↗470 | ↘443 | ↘391 |

## Улицы
| - ул. Лесная, - ул. Львовская, - ул. Молодёжная, - ул. Партизанская, | - ул. Советская, - ул. Совхозная, - ул. Увальная, - ул. Школьная. |

## Экономика
Жители занимаются сельским хозяйством.